# Crataegus tracyi
Crataegus tracyi — вид квіткових рослин із родини трояндових (Rosaceae).

## Біоморфологічна характеристика
Це дерево чи кущ 40–80 дм заввишки. Нові гілочки густо запушені, 1-річні коричневі, старші матово-сірі; колючки на гілочках від прямих до злегка вигнутих, 2-річні темно-сірі, ± блискучі, ± тонкі, 2.5–5 см. Листки: ніжки листків 3–10 мм, 10–25% від довжини пластини; пластини темно-зелені, широко еліптичні чи еліптично-ромбічні, рідко вузько ланцетні, 3–4 см, основа клиноподібна, часток 0 чи є неглибокі хвилі, краї пилчасті, верхівка від гострої до тупої, нижня поверхня ± гола крім жилок, верх притиснено-запушений. Суцвіття 6–15-квіткові. Квітки 15–17 мм у діаметрі; чашолистки вузько трикутні; тичинок 10–20; пиляки рожеві. Яблука яскраво-червоні, ± кулясті, 8–10(20) мм у діаметрі, запушені. Період цвітіння: квітень і травень; період плодоношення: вересень і жовтень.

## Ареал
Зростає у Техасі, США й на північному сході Мексики (Коауіла, Нуево-Леон).
Населяє береги річок, іноді росте в тіні дерев; на висотах 300–1700 метрів.